# Jahrbuch für hallische Stadtgeschichte
Das Jahrbuch für hallische Stadtgeschichte ist eine wissenschaftliche Zeitschrift zur Geschichte der Stadt Halle (Saale). Es wird seit 2003 vom Verein für hallische Stadtgeschichte in Zusammenarbeit mit der Stadt herausgegeben und erscheint einmal jährlich im Verlag Janos Stekovics in Dößel.
Die Zeitschrift gliedert sich in folgende Rubriken: Aufsätze, Quellen, Straßen, Plätze, Denkmäler, Arbeits- und Tagungsberichte, Jubiläen und Rezensionen. Verantwortlich für den Inhalt ist ein Redaktionskollegium von fünf Mitgliedern.